# هونزن ریوری
هونزن ریوری (به ژاپنی: 本膳料理 Honzen ryōri) یک نوع سبک غذای رسمی در آشپزی ژاپنی است. این نوع سبک غذا در دوره موروماچی آغاز شد و در دوره ادو رواج و رونق پیدا کرد و در دوره میجی متروک شد. امروزه آثاری از آن در مراسم عروسی در ژاپن برجای مانده‌است.    

## منبع
- مشارکت‌کنندگان ویکی‌پدیا. «本膳料理». در دانشنامهٔ ویکی‌پدیای ژاپنی، بازبینی‌شده در ۱۹ ژانویه ۲۰۱۲.